# Smyriodes idiograpta
Smyriodes idiograpta är en fjärilsart som beskrevs av Turner 1947. Smyriodes idiograpta ingår i släktet Smyriodes och familjen mätare. Inga underarter finns listade i Catalogue of Life.